# Holly (film 2023)
Holly - La speranza è tra noi (Holly) è un film del 2023 scritto e diretto da Fien Troch.

## Trama
La quindicenne Holly chiama la segreteria scolastica per avvisare che quel giorno rimarrà a casa. Poco dopo, scoppia un incendio nella scuola che uccide diversi studenti. Anna, un'insegnante, si interessa alla "premonizione" di Holly e la invita a partecipare al gruppo di volontariato che gestisce, scoprendo che la ragazza riesce a confortare e guarire nello spirito con la sola presenza. Ben presto sempre più persone vogliono essere toccate da Holly e dalla sua energia catartica, e la situazione finisce fuori controllo.

## Produzione
Il film ha avuto un budget di 2,5 milioni di euro. È stato co-prodotto dalla Les Films du Fleuve dei fratelli Dardenne.

## Promozione
Il trailer del film è stato pubblicato online il 29 agosto 2023.

## Distribuzione
Il film è stato presentato in anteprima l'8 settembre 2023 alla 80ª Mostra internazionale d'arte cinematografica di Venezia e distribuito nelle sale italiane dal 22 maggio 2025.

## Accoglienza

### Critica
Su Rotten Tomatoes il film ha il 67% di recensioni positive. Anche in Italia il film ha avuto un'accoglienza critica positiva ma tiepida. Il critico cinematografico Carlo Valeri su Sentieri Selvaggi scrive che siamo di fronte a "un film strano, incompiuto, ma che a tratti riesce a trovare una sua forma tra il dolore e la salvezza", mentre su Cinematografo Valerio Sammarco commenta così: "accenna all’horror senza toccarlo mai, belle le musiche di Johnny Jewel, ma il film è loffio".

## Riconoscimenti
- 2023 - Mostra internazionale d'arte cinematografica
  - In concorso per il Leone d'oro